# Benjamin Davis Wilson

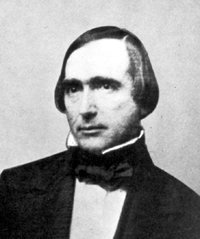
Benjamin Davis Wilson

Benjamin Davis Wilson (* 1. Dezember 1811 im Wilson County, Tennessee; † 11. März 1878 in San Gabriel, Kalifornien) war ein US-amerikanischer Politiker. In den Jahren 1851 und 1852 war er Bürgermeister der Stadt Los Angeles.

## Werdegang
Vor seiner Zeit in Kalifornien war Benjamin Wilson als Felljäger und Pelzhändler tätig. Im Jahr 1841 kam er nach Südkalifornien, das damals noch zu Mexiko gehörte. Dort wollte er nur eine Überfahrt nach China buchen und dorthin weiterreisen. Er änderte aber seine Meinung und heiratete die Tochter eines reichen Landbesitzers. Bald war er selbst ein reicher Rancher mit viel Landbesitz, vor allem im späteren Riverside County. Er wurde Friedensrichter und mit der Verfolgung von Indianern beauftragt, die das Vieh der kalifornischen Rancher stahlen. Um 1850 war er bereits ein reicher und angesehener Bürger seiner neuen inzwischen zu den Vereinigten Staaten gehörenden Heimat. Noch vor seiner Zeit als Bürgermeister organisierte er die Polizei in der Stadt Los Angeles.
1850 wurde Wilson in den Stadtrat und 1851 zum Bürgermeister der Stadt Los Angeles gewählt. Dieses Amt bekleidete er zwischen dem 7. Mai 1851 und dem 4. Mai 1852. Die Stadt war damals noch sehr klein. Um 1850 hatte sie gerade einmal 1610 Einwohner. Gleichzeitig war Wilson Bezirksratsvorsitzender des Los Angeles County. In den Jahren 1855 und 1869 wurde er in den Senat von Kalifornien gewählt. Nach seiner Zeit als Bürgermeister war er neben seinen Tätigkeiten als Rancher auch in verschiedenen anderen Geschäftsbereichen tätig. Dazu gehörten der Weinbau, die Immobilienbranche und das Eisenbahngeschäft. Über seine zweite Ehe war er der Großvater mütterlicherseits von General George S. Patton. Er starb am 11. März 1878 in San Gabriel.